# استرات ايثيل حمض أوميجا 3
استرات ايثيل حمض أوميغا 3 هي أحماض أوميغا 3 الدهنية حمض الإيكوسابنتاينويك وحمض الدوكوساهكساينويك الموجود في زيت السمك. يتم استخدامها جنبًا إلى جنب مع التغيرات الغذائية لعلاج ارتفاع الدهون الثلاثية في الدم، والتي قد تقلل من خطر التهاب البنكرياس. وتعتبر أقل تفضيلاً من عقاقير الستاتين، ولا يوصى باستخدامها من قبل نظام الرعاية الصحية الممول من القطاع العام في اسكتلندا (NHS Scotland)، وذلك لأنه لا توجد أدلة تدعم عدم التعرض لمخاطر أمراض القلب. وتؤخد استرات ايثيل حمض أوميغا 3 عن طريق الفم.
وتتضمن أيضًا آثار جانبية شائعة مثل التجشؤ والغثيان واضطراب البطن.وقد تشمل أيضًا هذه الآثار الجانبية مشاكل خطيرة في الكبد والحساسية المفرطة، أما تأثيرها على الحمل فلم يتم دراسته جيدًا. وهناك البعض منها له فوائد. لكن طريقة عملها ليست واضحة تمامًا.
تمت الموافقة على استخدام أدوية استرات ايثيل حمض أوميغا 3 للاستخدام الطبي في أوروبا في 2000، وفي الولايات المتحدة في 2004 وقد تكون أيضًا متوفرة دون وصفة طبية كدواء عام، تبلغ كلفة الامداد به لمدة شهر واحد من هيئة الصحة الوطنية في المملكة المتحدة 6 جنيهات استرلينية وذلك في 2019. وفي الولايات المتحدة تبلغ تكلفة الجملة لهذا المبلغ حوالي 7.50 دولارًا وفي العام 2016 كان الدواء رقم 139 في الأدوية الأكثر وصفًا في الولايات المتحدة الأمريكية وذلك أكثر من 40 مليون وصفة.

## الاستخدام الطبي
تستخدم استرات ايثيل حمض أوميغا 3 لتقليل مستويات الدهون الثلاثية لدى البالغين الذين يعانون من فرط الدهون الثلاثية (500ملغ/دل)، وفي الأسواق الأوربية والأسواق الرئيسية خارج الولايات المتحدة لزيادة الدهون الثلاثية في الدم، أو قد يشار له مع أدوية الستاتين للذين يعانون من خلل الدهون في الدم. من الضروري بشكل عام تناول جرعات كبيرة (2.0 إلى 4.0 جم / يوم) من أحماض أوميغا 3 طويلة السلسلة كعقاقير أو كمكملات غذائية لتحقيق تخفيض كبير (>15%) من الدهون الثلاثية وتأثير هذه الجرعات مهم (من 20 ٪ إلى 35 ٪ وحتى تصل إلى 45 ٪ في الأفراد مع مستويات أكبر من 500 ملغ / ديسيلتر).
يبدو أن كلًا من حمض الإيكوسابنتاينويك (EPA) وحمض الدوكوساهكساينويك (DHA) أقل من الدهون الثلاثية، لكن يبدو أن DHA يرفع LDL-C ("الكولسترول الضار") أكثر من حمض الإيكوسابنتاينويك ، بينما يرفع حمض الدوكوساهكساينويك HDL-C ("الكولسترول الجيد")، بينما حمض الإيكوسابنتاينويك لا يرفع.

### أدوية أخرى تعتمد على زيت السمك
هناك عقاقير طبية أخرى تعتمد على زيت السمك أوميغا 3 في السوق والتي لها استخدامات وطرق عمل مماثلة.
- حامض الإيثيل إيكوسابنتانويك (Vascepa). استرات إيثيل EPA فقط.[9]
- أحماض أوميغا 3 الكربوكسيلية (Epanova). هذا المنتج يحتوي على الأحماض الدهنية الحرة، لا استرات إيثيل.[10]

### المكملات الغذائية
هناك العديد من المكملات الغذائية التي تحوي على زيت السمك في السوق. لكن يبدو أن هناك اختلافًا بسيطًا في تأثير مكملات الغذائية وأشكال وصفة من أحماض أوميغا 3 الدهنية فيما يتعلق بالقدرة على خفض الدهون الثلاثية، لكن منتجات ايثيل استر تعمل بشكل جيد عند تناوله على معدة فارغة أو مع وجبة قليلة الدسم.ولا يتم التحكم بعناية في مكونات المكملات الغذائية كما في العقاقير التي تصرف فقط بالوصفات الطبية ولم يتم اختبارها في تجارب سريرية مثل هذه الأدوية.

## آثار جانبية
يجب توخي الحذر للأشخاص الذين لديهم حساسية من الأسماك والمحار، ليس من استرات ايثيل حمض أوميغا 3 فقط بل من أحماض أوميغا الدهنية الأخرى أيضًا. إن تناول استرات ايثيل حمض أوميغا 3 يعرض الأشخاص الذين يتناولون مضادات التخثر لخطر حدوث نزيف طويل. هذا وتشمل آثاره الجانبية أيضًا آلام في المعدة وتجشؤ والطعم السيئ ويعاني الاشخاص الذين يتناولون جرعات كبيرة جدًا (8غم/يوم) في التجارب السريرية من الرجفان الأذيني.
وكما ذكرنا سابقًا فإن اختبار تأثير استرات ايثيل حمض أوميغا 3 على الحمل والنساء الحوامل لم يدرس بشكل واضح، هذا وقد تم تصنيفها في فئة الحمل C، حيث يفرز في حليب الثدي، وآثار استرات ايثيل حمض أوميغا 3 على الأطفال الرضع ليست معروفة بعد وذلك كما ذكرنا من قبل.

## علم العقاقير
بعد تناول العقار يتم استقلاب استرات ايثيل حمض أوميغا 3 في الكبد وذلك مثل الأحماض الدهنية الغذائية الأخرى.

## آلية العمل
يبدو أن استرات ايثيل حمض أوميغا 3 مثل الأدوية الأخرى التي تتخذ منالأحماض الدهنية أوميغا 3 حيث يقلل من إنتاج الدهون الثلاثية في الكبد وتعزز إزالة الدهون الثلاثية من دوران جزيئات البروتين الدهني منخفض الكثافة جدًا (VLDL)؛ حيث الطريقة التي يتم بها ذلك غير واضحة، ولكن الآليات المحتملة لعمل ذلك حيث تشمل زيادة انهيار الأحماض الدهنية؛ تثبيط أسيل ترانسفيراز ديجليسريد الذي يشارك في التركيب الحيوي للدهون الثلاثية في الكبد؛ وزيادة نشاط البروتين الدهني الليباز في الدم. يتم تقليل توليف الدهون الثلاثية في الكبد لأن وكالة حماية البيئة الأمريكية وDHA هما ركائز فقيرة للأنزيمات المسؤولة عن تركيب الدهون الثلاثية.

## الخصائص الفيزيائية والكيميائية
المكون النشط هو استر ايثيل حمض أوميغا 3 المركز المصنوع من زيوت جسم الأسماك التي يتم تنقيتها وتجميعها .أما بالنبسة لمنتج استرات ايثيل حمض أوميجا 3 تحتوي كل كبسولة من الكبسولات الهلامية على 1000 ملغ من أحماض أوميغا 840 ملغ من الأحماض الدهنية أوميغا 3 : ايثيل إيكوسابنتاينويك حامض الإيثيل (460ملغ) وحمض الدوكوزاهيكسانويك إيثيل إستر (380 ملغ).

## التاريخ
تعود أصول برونوفا بيو فارما ASA إلى صناعة زيت كبد سمك القد في النرويج. تأسست في عام 1991 كشركة spinout من شركة JC مارتنز، والتي بدورها تأسست في عام 1838 في بيرغن، النرويج. طورت برونوفا تركيبة استرات إيثيل حامض الأوميغا 3 المركزة والتي تعد المكون الصيدلاني الفعال في لوفازا.
حصلت على الموافقات لتسويق الدواء، ودعا Omacor في أوروبا (وفي البداية في الولايات المتحدة) في العديد من البلدان الأوروبية في عام 2001 بعد إجراء تجربة لمدة ثلاث سنوات ونصف في 11000 المواضيع؛ انها شراكة مع شركات أخرى مثل بيير فابر في فرنسا. في عام 2004 ، قامت شركة برونوفا بترخيص حقوق الولايات المتحدة وبورتوريكو في العلاجات الموثوقة، وكان نموذج العمل فيها مرخصًا للعقاقير القلبية الوعائية. في نفس العام، فازت ريليانت وبرونوفا بموافقة إدارة الأغذية والعقاقير على الدواء وتم إطلاقها في الولايات المتحدة وأوروبا في عام 2005 ؛ المبيعات العالمية في عام 2005 بلغت 144 مليون دولار وبحلول عام 2008 كانت 778 مليون دولار. في عام 2007 ، استحوذت شركة GlaxoSmithKline على شركة Reliant مقابل 1.65 مليار دولار نقدًا.
وفي عام 2009 الشركات العامة قدمت شركة تيفا للادوية والاسمية الدوائية واضحة نواياهم لتقديم تطبيقات المختصر دواء جديد لجلب الأدوية إلى السوق، وفي أبريل 2009 PRONOVA رفعت دعوى عليها من التعدي على براءة اختراع أمريكية رئيسية تغطي استرات ايثيل حمض أوميجا 3، US 5656667 (من المقرر أن تنتهي في أبريل 2017 ) الولايات المتحدة 5,502,077 (انتهاء مارس 2013) وفي مايو 2012 حكمت محكمة محلية لصالح برونوفا، قائلة إن براءات الاختراع كانت صالحة. استأنفت الشركات العامة، وفي سبتمبر 2013 ، انعكست شركة Federal Circuit ، قائلة إنه قبل أكثر من عام تقدمت شركة Pronova السابقة بطلب للحصول على براءة اختراع، فقد أرسلت عينات من زيت السمك المستخدم في Lovaza إلى باحث للاختبار، وهذا يشكل " الاستخدام العام "الذي جعل البراءة غير صالحة. تم تقديم إصدارات عامة من Lovaza في أمريكا في أبريل 2014
واصلت Pronova تصنيع المكونات في Lovaza، وفي عام 2012، أعلنت BASF أنها ستستحوذ على Pronova مقابل 844 مليون دولار، وتم إغلاق الصفقة في عام 2013.

## العلامات التجارية
- Lovaza تم بيعها من قبل (GlaxoSmithKline) في الولايات المتحدة الأمريكية وتم إنشاؤها وتصنيعها من قبل (Pronova ).
- Omtryg هي علامة تجارية أخرى لاسترات ايثيل حمض أوميغا 3 والتي طورتها شركة (Trygg Pharma) ووافقت عليها دائرة (FDA) أي دائرة الأغذية والعقاقير في عام 2004 ميلادي .
- وفي مارس من عام 2016 ميلادي كان هناك أربع إصدارات عامة إضافية.

## روابط خارجية
- DailyMed